# Reserva de la Biosfera Illa de Príncipe
La Reserva de la Biosfera Illa de Príncipe (establerta en 2012) és una Reserva de la Biosfera establerta per la UNESCO a São Tomé i Príncipe. Engloba tota l'àrea emergida de l'illa de Príncipe, els seus illots Bom Bom, Boné do Jóquei, Mosteiros, Santana, i Pedra da Galé, i les illes Tinhosas (Tinhosa Grande i Tinhosa Pequena) així com l'hàbitat marí que les envolta. La reserva se situa en el golf de Guinea a la costa de l'Àfrica Occidental i està gestionada pel govern regional de Príncipe.
La superfície de la reserva és de 71.592,50 hectàrees, subdividida així:
- Àrea nucli: 17,242.37 hectàrees (66.57 sq mi) [mar 11,198.55 hectàrees (43.24 sq mi); terra 6,043.82 hectàrees (23.34 sq mi)]
- Zona d'amortiment: 11,769.92 hectàrees (45.44 sq mi) [mar 10,323.18 hectàrees (39.86 sq mi); terra 1,446.74 hectàrees (5.59 sq mi)]
- Àrea de transició: 42,580.27 hectàrees (164.40 sq mi) [mar 36,081.76 hectàrees (139.31 sq mi); terra 6,498.51 hectàrees (25.09 sq mi)]

## Característiques ecològiques
L'illa es caracteritza pel seu relleu suau a la meitat nord de l'illa i una serralada a la meitat meridional composta per diversos cims fonolítics amb altituds entre 500 i 948 metres on hi ha un petita zona de selva pluvial primària. La diferència en la geomorfologia i el terreny entre els dos costats resulta en una bioclimatologia diferenciada, té influència en la distribució dels principals tipus d'ecosistemes de l'illa, com ara l'ecosistema lòtic a la zona del massís i les seves valls i ecosistema lèntic a la zona de les planes del nord.
La reserva de la biosfera alberga una gran biodiversitat tant en els ecosistemes terrestres com en els marins, amb altes taxes d'endemisme en molts grups d'organismes, especialment en plantes vasculars, mol·luscs, insectes, ocells, rèptils i ratpenats. Forma part de la zona de biodiversitat dels boscos tropicals de l'Àfrica occidental, que conté una àmplia gamma de comunitats vegetals i hàbitats de gran importància internacional, com ara boscos tropicals primaris, ombra forestal, palmeres i hàbitats riberencs de les terres baixes.
Tenint en compte la importància que té aquesta zona per a la reproducció de les tortugues marines, les aus marines i els cetacis, així com els esculls de corall, en l'escena internacional, és una àrea de gran interès per a la conservació de diversitat biològica global.

## Característiques socioeconòmiques
En setembre de 2012 la població resident a la reserva era de 6.737 habitants, tots els quals viuen a la zona de transició, ja que tots els illots estan deshabitats.
Les activitats econòmiques a la reserva de la biosfera són bàsicament la pesca i l'agricultura (especialment el cacau, el cafè i la copra) a més d'un petit desenvolupament turístic, principalment format per algun turisme a la capital Santo Antonio i un complex insular a la zona de Bom Bom. L'agricultura i la pesca són principalment activitats de subsistència, especialment per al consum i els excedents comercials en el mercat local. Els productes agrícoles i pesquers es consumeixen principalment en la seva forma primària, però hi ha productes elaborats com peix sec, plàtans fregits, el "cacharamba" (rom de canya de sucre local) i el vi de palma.